# Arcoppia grucheti
Arcoppia grucheti är en kvalsterart som först beskrevs av Sandór Mahunka 1978.  Arcoppia grucheti ingår i släktet Arcoppia och familjen Oppiidae. Inga underarter finns listade i Catalogue of Life.